# Beverly Loraine Greene
Beverly Loraine Greene (4 de octubre de 1915 – 22 de agosto de 1957) fue una arquitecta americana. Según el editor arquitectónico Dreck Spurlock Wilson, es probable que «ella haya sido la primera mujer afroamericana registrada como arquitecta en los Estados Unidos». Se registró como tal en Illinois en 1942.

## Biografía
Beverly Loraine Greene nació el 4 de octubre de 1915, hija del abogado James A.Greene y su esposa Vera de Chicago, Illinois. La familia era de ascendencia afroamericana. No tuvo hermanos ni hermanas. Asistió a la Universidad de Illinois en Urbana-Champaign (UIUC), institución integrada racialmente, graduándose con una licenciatura en ingeniería arquitectónica en 1936, convirtiéndose en la primera mujer afroamericana en obtener este grado de la universidad. Un año más tarde obtuvo una maestría en planificación urbana y vivienda. También estuvo involucrada en el club de drama Cenacle y fue miembro de la Sociedad Americana de Ingenieros Civiles. Al año siguiente, obtuvo el grado de maestra de la UIUC en planificación urbana y vivienda.
Después de su graduación,  regresó a Chicago y fue contratada por la Autoridad de Vivienda en 1938. Se convirtió en la primera arquitecta afroamericana de género femenino autorizada en los Estados Unidos, cuando se registró por el Estado de Illinois el 28 de diciembre de 1942 Greene también trabajó en la primera oficina arquitectónica administrada por un afroamericano en el centro de Chicago. A pesar de sus méritos, tuvo dificultades en la superación de las barreras raciales para encontrar trabajo en la ciudad. Ella y otros arquitectos de raza negra eran habitualmente ignorados por la prensa convencional de Chicago.
Un reportaje periodístico de 1945 sobre el proyecto de desarrollo de la Compañía de Seguros de Vida Metropolitana (MetLife) en la ciudad de Stuyvesant motivó a Greene a moverse a la Ciudad de Nueva York. Realizó la postulación para ayudar en el diseño urbano en Stuyvesant, a pesar de los planificación de viviendas segregadas racialmente por parte de la compañía. Para gran sorpresa suya, fue contratada. Después de pocos días, renunció al proyecto para aceptar una beca para el programa de maestría en la Universidad de Columbia. Obtuvo el grado en Arquitectura en 1945 y consiguió un trabajo con la empresa de Isadore Rosefield, compañía dedicada principalmente al diseño instalaciones sanitarias. Pese a que mantuvo su empleo en esta empresa hasta 1955, Greene trabajó con Edward Durell Stone en al menos dos proyectos a comienzos de la década de los 50. En 1951,  estuvo implicada en el proyecto de construcción del teatro de la Universidad de Arkansas, y en 1952 ayudó a planificar el complejo artístico del Sarah Lawrence College. Después de 1955, trabajó con Marcel Breuer, colaborando en los diseños para la sede en París de la agencia de Naciones Unidas UNESCO, y en algunos de los edificios del campus universitario de altura de la Universidad de Nueva York, aunque ambos proyectos fueron finalizados después de su muerte.
Beverly Greene falleció el 22 de agosto de 1957, en la ciudad de Nueva York. Sus funerales fueron llevados a cabo en la funeraria Unity de Manhattan, uno de los edificios diseñados por ella.

## Trabajos
Esta es una lista parcial de trabajos y contiene sólo aquellos mencionados por nombre o ubicación:
- 1951: Teatro de la Universidad de Arkansas
- 1952: Complejo Artístico del Sarah Lawrence College.
- Capilla de la funeraria Unity, en la Avenida Octava #2352, Manhattan.
- Iglesia Reformista Cristiana, Calle 127 con Séptima Avenida, Ciudad de Nueva York.
- 1956: Sede de UNESCO, Naciones Unidas, París, Francia.
- 1956: Edificios en campus de universitario de altura de la Universidad de Nueva York.